# Passage Viallet
Pour les articles homonymes, voir Viallet.
Le passage Viallet est une voie du 11e arrondissement de Paris, en France.

## Situation et accès
Le passage Viallet est situé dans le 11e arrondissement de Paris. Il débute au 44, rue Richard-Lenoir et se termine au 140, boulevard Voltaire.

## Origine du nom

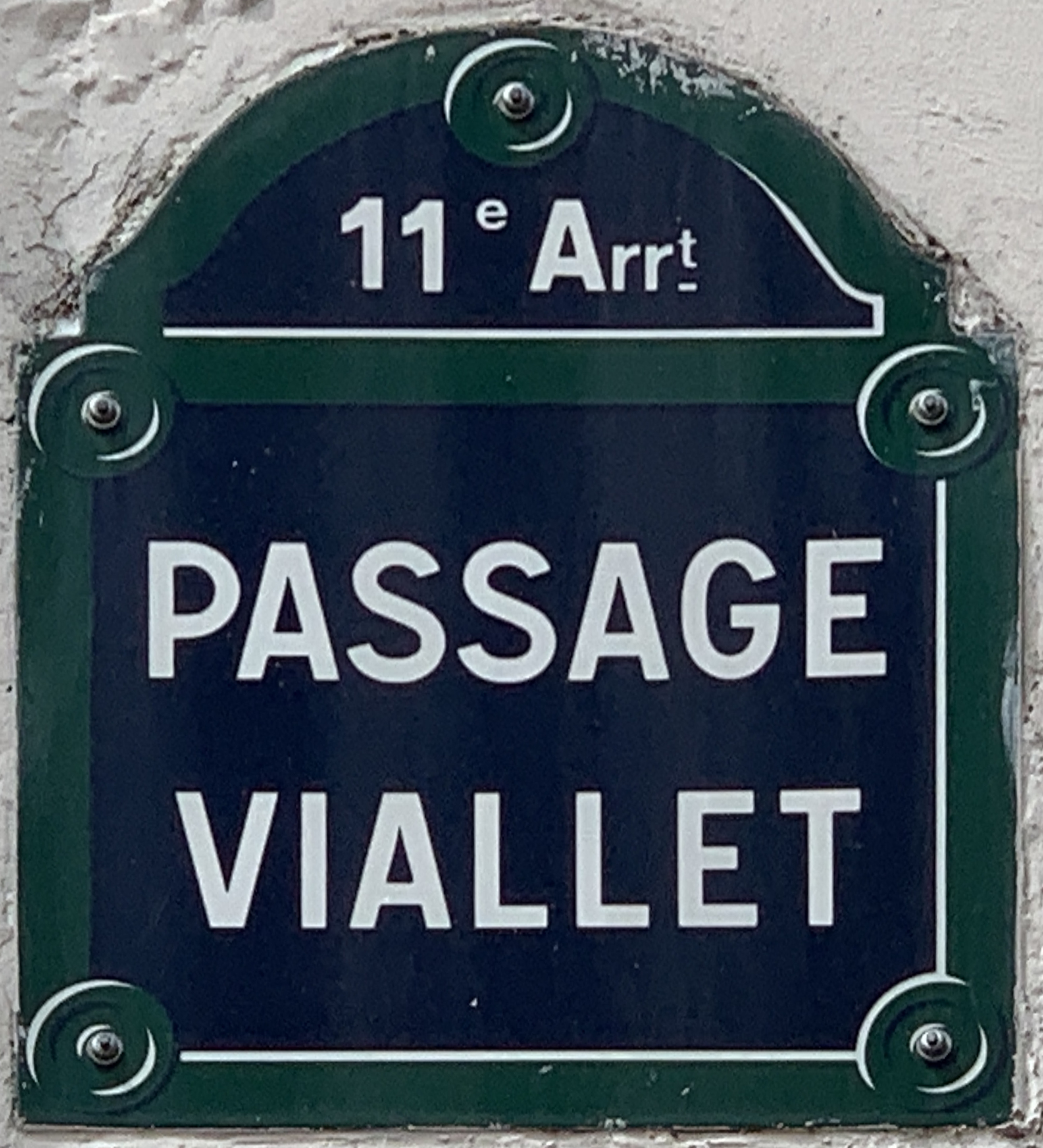
Plaque du passage.

La rue tire son nom de celui d'un ancien propriétaire.

## Historique
Cette voie est ouverte sous sa dénomination actuelle en 1847.